# Pihen-lès-Guînes

Pihen-lès-Guînes este o comună în departamentul Pas-de-Calais, Franța. În 1 ianuarie 2022 avea o populație de 530 de locuitori.